# Rabi Alual
Rabi Alual (em árabe: ربيع الأول; romaniz.: Rabi al-Awwal) é o terceiro mês do calendário islâmico. Neste mês, acontece a celebração do Mulude, que comemora o nascimento de Maomé. 
O período correspondente ao início e fim deste mês no calendário gregoriano para o atual ano islâmico é: 
| Ano (calendário islâmico) | Ano (calendário gregoriano) | Rabi Alual                     |
| ------------------------- | --------------------------- | ------------------------------ |
| 1444                      | 2022                        | 27 de setembro a 26 de outubro |

## Efemérides muçulmanas
- 8 de Rabi Alual: Martírio do 11º imã xiita, Haçane Alascari.
- 12 de Rabi Alual: Festejo do nascimento do profeta Maomé (Mulude), embora algumas correntes muçulmanas considerem errado celebrar aniversários.
- 17 de Rabi Alual: Os muçulmanos xiitas celebram o nascimento de Maomé e do sexto imã, Jafar Alçadique.
- 18 de Rabi Alual: Os muçulmanos xiitas celebram o nascimento de Um Cultum binte Ali, filha de Ali.
- 26 de Rabi Alual: Morte de Abu Talibe, tio do profeta Maomé.